# Godert Alexander Frederik van Lynden
Godert Alexander Frederik baron van Lynden, heer van Horstwaerde en Riethoeven (Nederhorst den Berg, 11 augustus 1910 - Wageningen, 12 januari 2002) was burgemeester.
Van Lynden werd geboren op kasteel Nederhorst als zoon van Godert Jacob Karel baron van Lynden (1886-1964), de latere burgemeester van Baarn voor de NSB, en diens eerste echtgenote jkvr. Cornélie Wilhelmine Cécile Repelaer (1886-1921). Hij trouwde in 1941 met Eleonore Digna Friederike barones Sloet van Oldruitenborgh (1912-1941) die bij de geboorte van een levenloze dochter overleed. Op 10 augustus 1943 hertrouwde hij Annie Maria Catriena van den Bosch (1912-1998), met wie hij vijf kinderen kreeg. Van 1940-1944 was Van Lynden burgemeester van Elburg als opvolger van waarnemend burgemeester Jan Smallenbroek. Na de bevrijding werd hij opnieuw burgemeester van Elburg en vervolgens was hij van 1946 tot 1971 de burgemeester van Valburg. 
Hij stierf op 91-jarige leeftijd en werd begraven op de kerkelijke begraafplaats van Hemmen.